# St Paul’s, Deptford

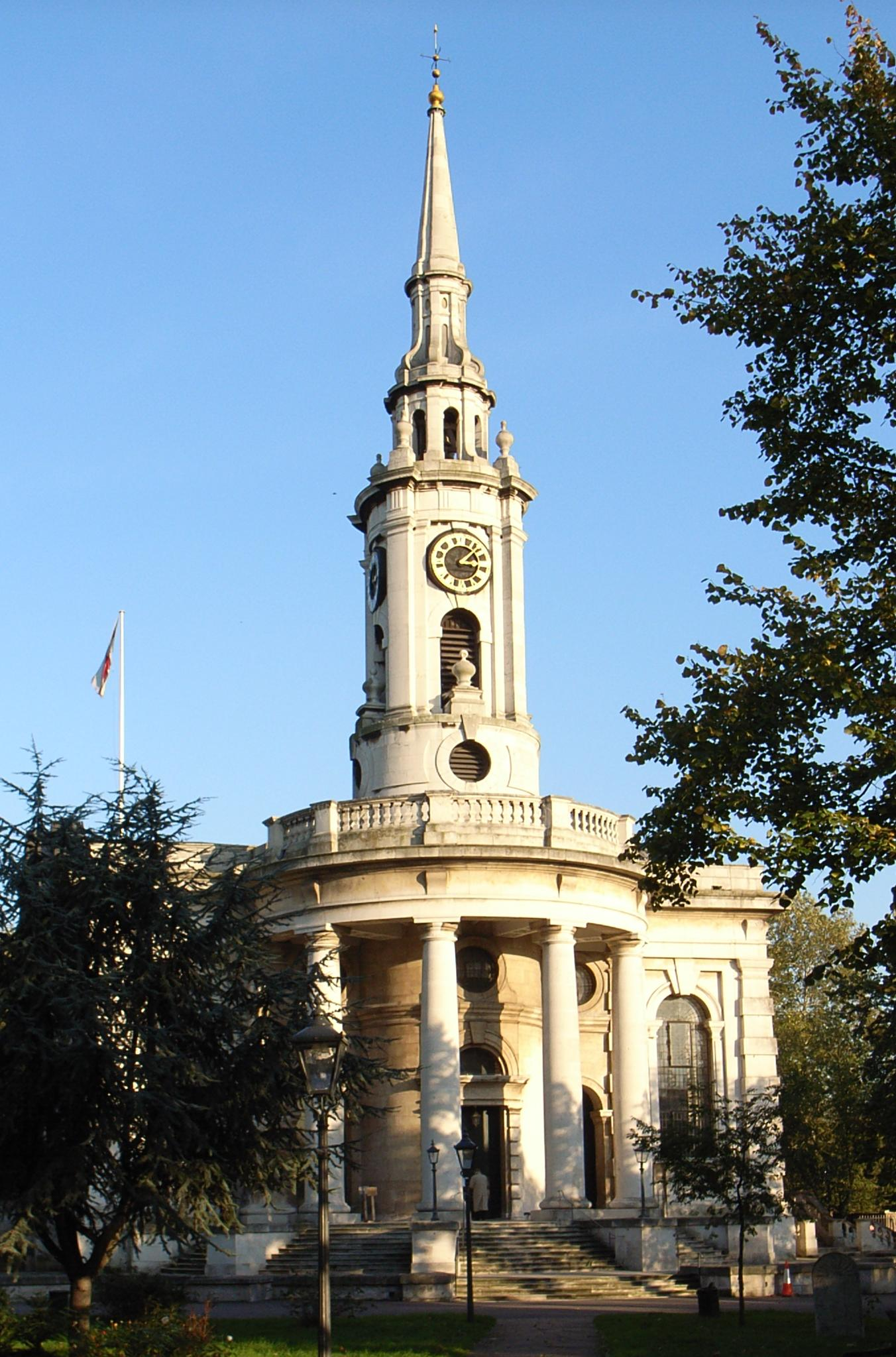
St Paul’s, Deptford

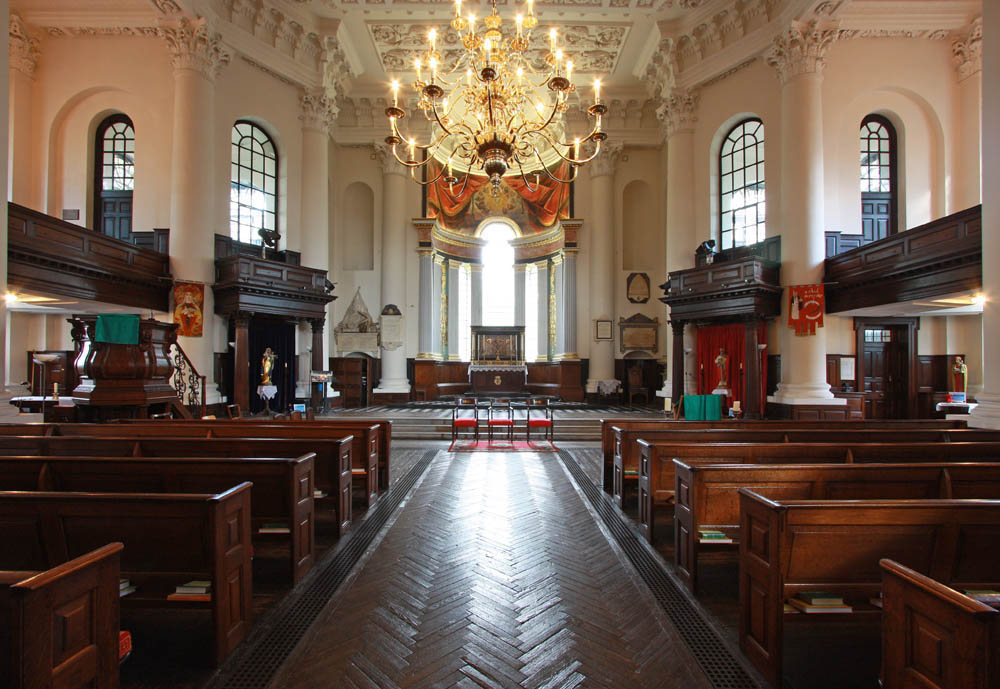
St Paul’s, Deptford, Innenraum

St Paul’s, Deptford ist eine anglikanische Kirche im Londoner Stadtteil Deptford.
Erbaut wurde die Kirche 1712 bis 1730 Stil des englischen Barockklassizismus durch den Architekten Thomas Archer im Rahmen des 1711 vom britischen Parlament verabschiedeten Kirchenbauprogramms von Fünfzig Neuen Kirchen.
Der Kirchenbau stellt einen kreuzförmig über quadratischem Grundriss errichteten Zentralbau mit eingestellten Treppentürmen als Zugang zu den Emporen in den seitlichen Kreuzarmen dar. Dem Baukörper ist über kreisförmigem Grundriss ein Turm mit umgebender halbkreisförmig geführter Säulenhalle vorgesetzt. Das Kircheninnere ist durch korinthische Säulen artikuliert, in der Apsis ist zeichenhaft ein das Fenster umschließendes Palladiomotiv eingesetzt.